# Oedura tryoni
Espèce
Oedura tryoni est une espèce de gecko de la famille des Diplodactylidae.

## Répartition
Cette espèce est endémique d'Australie. Elle se rencontre dans le nord-est de la Nouvelle-Galles du Sud et dans le sud-est du Queensland.

## Description
C'est un gecko insectivore de taille moyenne, avec une tête relativement allongée. Comme les autres membres de ce genre la queue est bombée. La couleur de base va du marron sombre au marron clair formant des entrelacs irréguliers. De petites taches plus claires (beiges et parfois jaunes) parsèment le corps et le haut des pattes. Le dessous est gris pale.

## Paramètres climatiques
Cet animal vit dans des milieux relativement secs et chauds, mais passe beaucoup de temps, la journée, entre autres, dans des recoins plus humides.
La journée les températures varient entre 20 et 30 °C mais peuvent atteindre les 35 °C, mais ce gecko reste dans les crevasses des rochers à l'abri des trop fortes chaleurs et des prédateurs. L'humidité est plus élevée dans ces zones, ce que cet animal apprécie. La nuit les températures chutent aux alentours de 20 à 25 °C.
Cette espèce hiberne durant l'hiver, car les températures peuvent parfois descendre en dessous de 0 °C, durant les un ou deux mois les plus rudes.
La différenciation mâle-femelle commencent vers huit mois. Ils sont matures entre un et deux ans.

## Comportement
Les mâles sont territoriaux. Si parfois plusieurs femelles et éventuellement un mâle peuvent cohabiter dans la même crevasse de rocher, la présence de plusieurs mâles se traduit par des combats.

## Reproduction
La reproduction a lieu au printemps (septembre-octobre), et correspond à la remontée des températures après l'hiver. Les pontes commencent environ un mois après les premiers accouplements.
Les œufs sont pondus deux par deux, et une femelle peut pondre jusqu'à trois ou quatre fois durant la saison. Les œufs sont déposés dans des crevasses ou sur le sol dans des endroits abrités, mais ayant toujours une humidité plus élevée. Les femelles peuvent parfois partager le même site de ponte.
Les œufs incubent durant environ deux mois à 27-29 °C. Ils sont sensibles à la déshydratation.

## En captivité
C'est un gecko considéré comme facile à maintenir en captivité. L'Australie interdit l'exportation de sa faune, seuls des animaux issus d'élevages sont donc autorisés à la possession.
Ces geckos apprécient des milieux secs, mais vous pouvez prévoir une petite zone un peu plus humide que les geckos utiliseront en cas de besoin.
Ce sont des geckos robustes, présentant peu de problèmes de santé. Ils craignent par contre les trop fortes chaleurs, qui peuvent les stresser, voire les tuer si elles persistent.

## Étymologie
Cette espèce est nommée en l'honneur d'Henry Tryon (1856-1943).

## Publication originale
- De Vis, 1884 : On new species of Australian lizards. Proceedings of the Royal Society of Queensland, vol. 1, p. 53-56 (texte intégral).